# Rubus loxensis
Rubus loxensis ist eine Art der Gattung Rubus, der einzige Vertreter der Untergattung Orobatus. Das Epitheton verweist auf den Ort der Entdeckung nahe der peruanischen Ortschaft Loxa.

## Beschreibung
Rubus loxensis ist eine strauchige Pflanze. Die Zweige sind haarlos, Blütenstängel und Blattstiele jedoch behaart. Die Laubblätter sind eiförmig bis eiförmig-lanzettlich, kurzgelappt, die einzelnen Lappen stumpf gerundet. Die Nebenblätter sind bis zu 1 Zentimeter lang und lanzettlich bis elliptisch. Die violetten Kronblätter sind 10 bis 15 Zentimeter lang, eiförmig, spitz zulaufend und schwach behaart.

## Verbreitung
Die Art ist beheimatet im nordwestlichen Südamerika (Ecuador, Peru, Bolivien) in den Anden auf 2500–3500 m Höhe als gelegentlicher Begleiter von Pflanzengesellschaften des Typs Clusio ellipticae – Weinmannietum cochensis.

## Nachweise
- Hugh Algernon Weddell: Chloris andina – Essai d’une flore de la région alpine des cordillères de l’Amérique du sud, 1857, Vol. 2, S. 233.